# Koncentrační tábor Kraków-Płaszów
Koncentrační tábor Kraków-Płaszów byl nacistický koncentrační tábor, který fungoval od podzimu 1942 jako pracovní tábor (něm. Zwangsarbeitslager Plaszow bei Krakau des SS und Polizeiführers im Distrikt Krakau) a v období od 11. ledna 1944 do 15. ledna 1945 jako koncentrační tábor (něm. Konzentrationslager in Plaszow bei Krakau). Byl jedním ze tří "židovských pracovních táborů" (něm. Judenarbeitslager) založených v okolí Krakova s označením Julag I (Julag II byl vytvořen ve čtvrti Prokocim a Julag III ve čtvrti Bieżanów).

## Založení tábora
Byl vystavěn na jižním předměstí Krakova na území obcí Płaszów, Podgórze a Wola Duchacka (dnes všechny součástí Krakova). Výstavba začala na podzim 1942 na území dvou židovských hřbitovů z let 1887 a 1932, které se nacházely u ulic Abrahama (nový hřbitov) a Jeruzalémské (starý hřbitov) – náhrobky z těchto dvou hřbitovů byly později použity k vydláždění cest v táboře. Zpočátku měl tábor rozlohu přibližně 5 ha, později se rozrostl až na 80 ha. Položen byl v blízkosti vlakového nádraží Kraków-Płaszów, což umožňovalo dobré napojení na mezinárodní železniční síť (zejména na trať do podkarpatské oblasti, trať do Osvětimi i na tratě vedoucí z Maďarska).

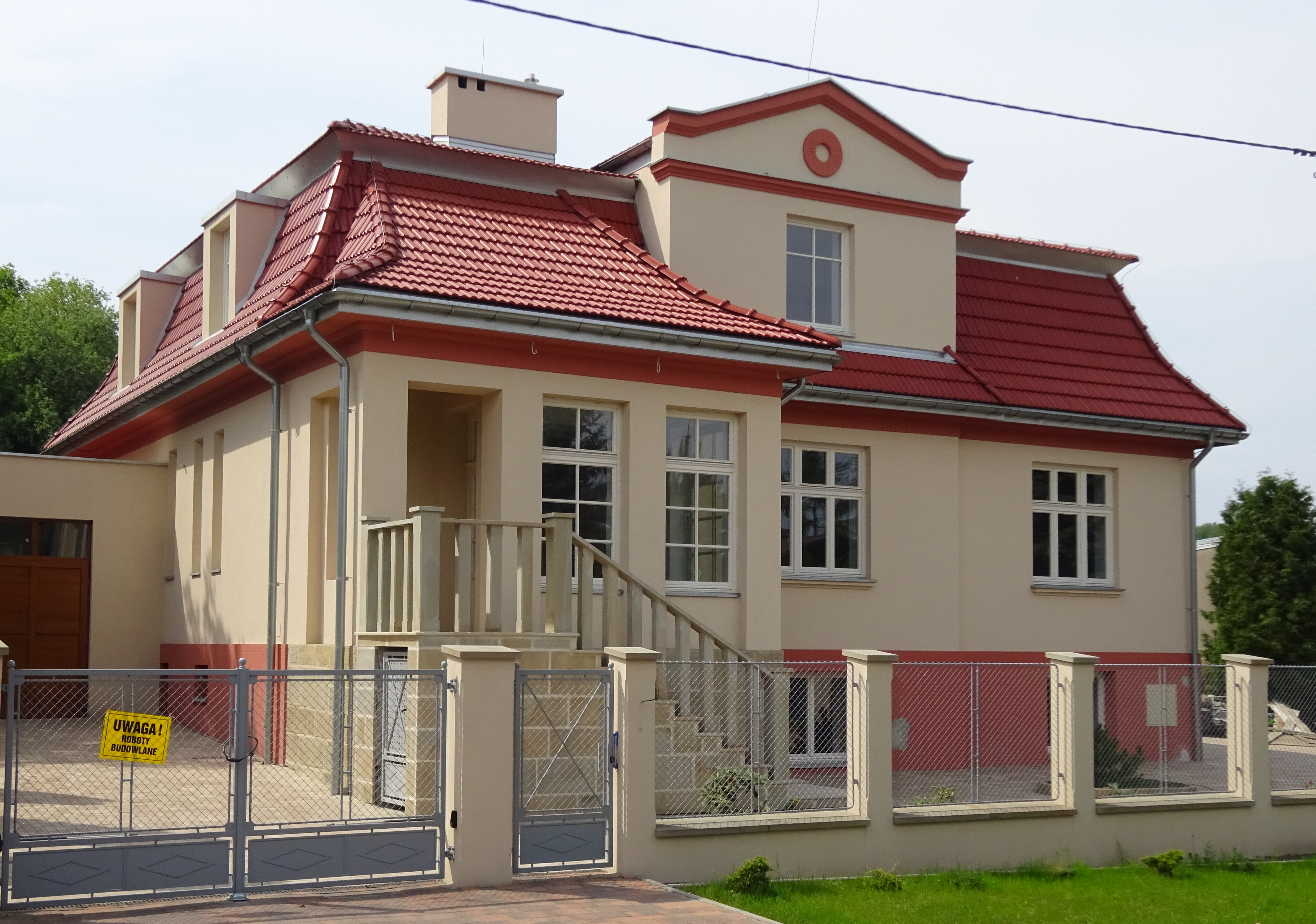
Vila Amona Götha. Balkón v zadní části domu.

Zpočátku měl Płaszów fungovat pouze jako sběrný tábor (Stammellager), v němž měli být shromažďováni Židé před deportací na východ. Ke konci roku 1942 však byla v souvislosti se změnami nacistických plánů, které počítaly s co největším využitím židovské pracovní síly, zahájena intenzívnější výstavba pracovního tábora (Zwangsarbeitslager). Velitelem tábora se v té době stal SS-Oberscharführer Müller, který za účelem rychlejší výstavby zřídil v krakovském ghettu speciální oddíl (tzv. Barrackenbau), který byl každý den vysílán do Płaszowa a pracoval tam na výstavbě tábora.
Tábor byl obehnán dvěma ploty z ostnatého drátu, mezi nimiž byl hluboký příkop naplněný vodou. V několikasetmetrových odstupech byly rozmístěny strážní věže (celkem 13) vybavené reflektory a kulomety. Na území tábora se nacházelo 9 rybníků a 2 kamenolomy. V vězeňské části tábora (Schutzhaftlager) byly budovy pro vězně, sprchy, kuchyň a místo pro konání apelů. Oddělen od této části byl tzv. Wachblock(ve východní části tábora) , v němž byly kanceláře a kasárna SS, vila velitele tábora, sklady, nemocnice SS. Celkem měl tábor kolem 180 budov.

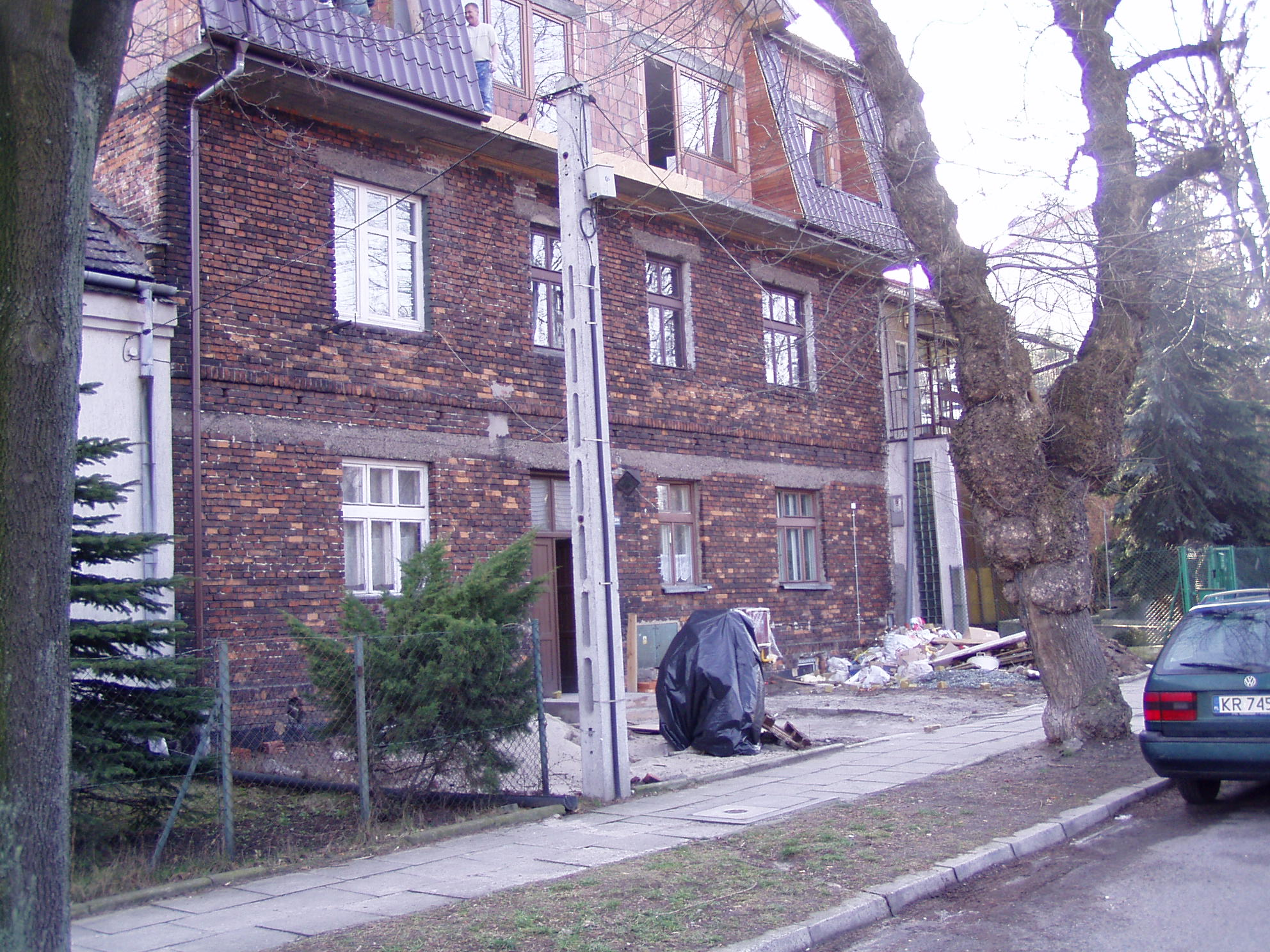
Telefonní centrála. Odsud byla přes megafony pouštěna hudba do celého tábora (foto 2006).

Vstupní brána do tábora vedla od ulice Jeruzalémské v severovýchodní části tábora. Hned u ní byla strážnice, budova velitelství a dům s telefonní centrálou (před jejím zřízením zde bydlel Amon Göth, než se přestěhoval do vily asi o 300 m jižněji). V zimě na přelomu let 1943-1944 byla do tábora prodloužena železniční trať. Končila kousek za vstupní bránou, přímo před budovou velitelství. V tomto období byla zahájena také výstavba plynových komor a krematorií, které však nebyly nikdy dokončeny.
Od léta 1943 se Płaszów stal pobočným táborem KL Lublin-Majdanek a od dubna 1944 se stal samostatným koncentračním táborem.

## Velitelé tábora
Veliteli tábora byli:
- SS-Unterscharführer Horst Pilarczyk
- SS-Oberscharführer Franz Josef Müller – do 13. února 1943
- SS-Untersturmführer Amon Göth – 13. února 1943 – 13. září 1944
- SS-Hauptscharführer Kurt Schupke – 13. září 1944 – 15. ledna 1945

## Vězni
V prvním období existence tábora do něj byli přiváděni převážně obyvatelé blízkých ghett (Poláci židovského původu). V únoru 1943 bylo v Płaszowie asi 2 000 vězňů, po likvidaci krakovského ghetta v březnu téhož roku, se jejich stav zvýšil na 10 000. V době svého největšího rozmachu měl tábor kapacitu pro přibližně 25 000 vězňů.
V červenci 1943 vznikl samostatný tábor pro Poláky, kteří byli pochytáni během razií nebo sem byli přemístěni ze zrušených pracovních táborů. Zpočátku jich v táboře bylo kolem 1 000, v pozdější době až 6 000.
Když se v roce 1944 stal Płaszów samostatným koncentračním táborem, zvýšila podstatným způsobem i migrace jeho vězňů. Začaly přicházet transporty z likvidovaných ghett a menších pracovních táborů. Z Płaszowa naopak byly vypravovány transporty do jiných koncentračních táborů.

## Likvidace tábora
S tím, jak se blížila od východu Rudá armáda, zvyšoval se počet transportů vysílaných do Říše.
V září 1944 již byl počet vězňů v Płaszowě pouze kolem 5 000 a ke konci roku pobývala v táboře už pouze skupina asi 600 osob, jejichž hlavním úkolem bylo zahladit stopy po existenci tábora – rozebírali budovy a různá táborová zařízení, vykopávali těla z masových hrobů a pálili je.
Poslední skupina vězňů opustila tábor pěšky 15. ledna 1945, 3 dny před příchodem Rudé armády.

## Počet obětí

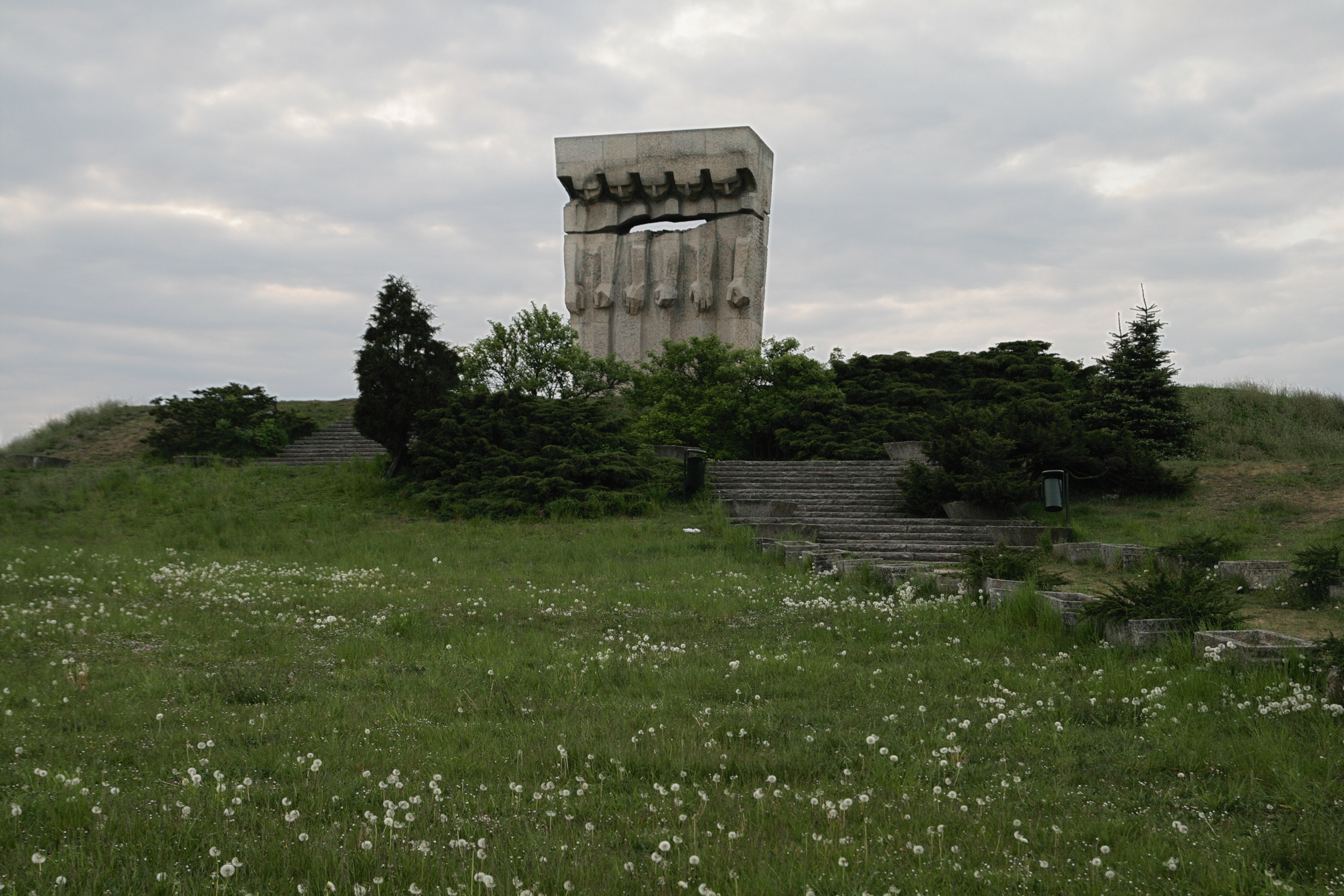
Památník obětem koncentračního tábora v Plaszowě (tzv. Lipowy Dołek nebo též C-Dołek)

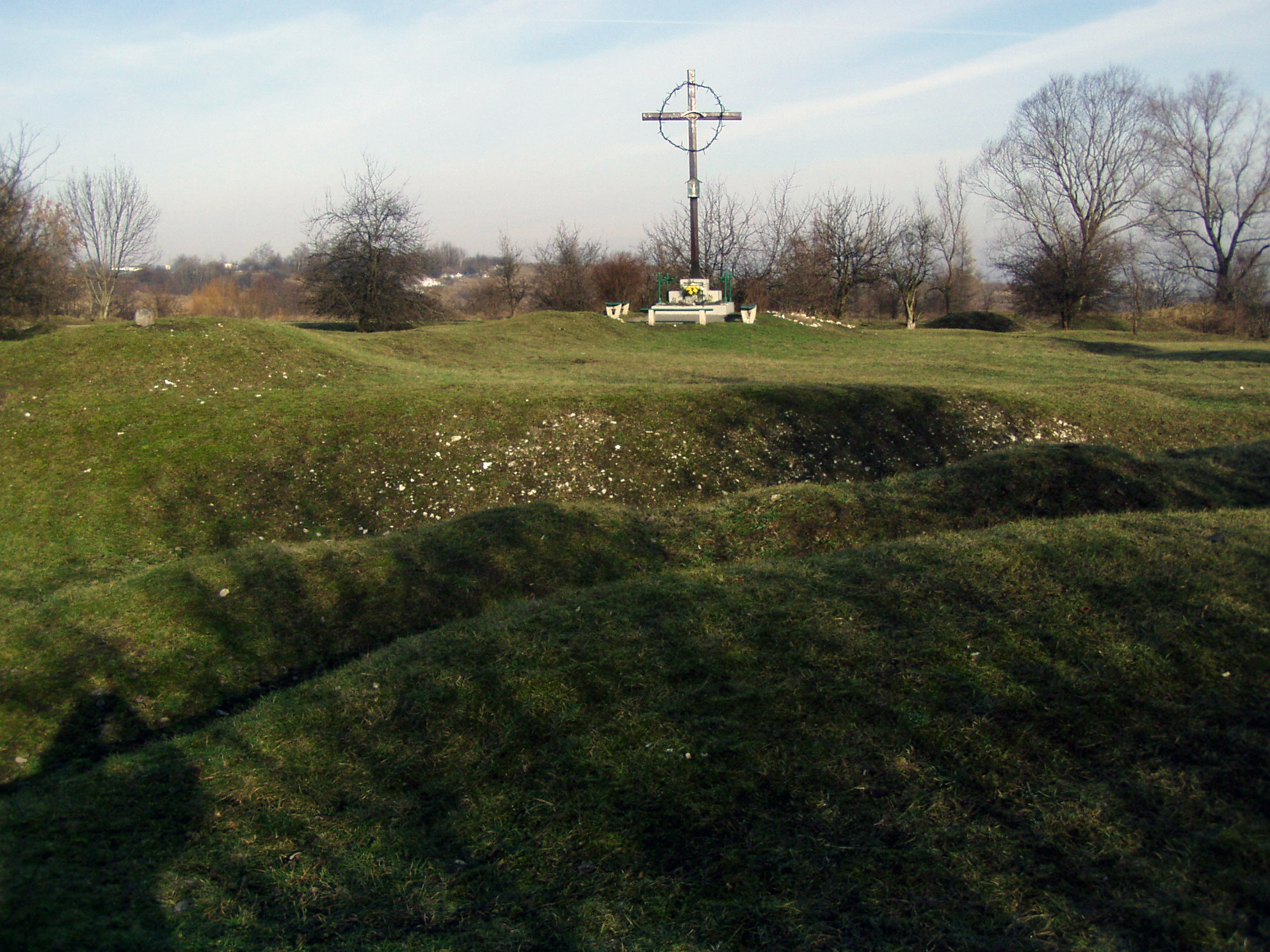
Chujowa Górka, místo četných poprav a později pálení mrtvol.

Odhaduje se, že táborem v Płaszowě prošlo asi 150 000 lidí, převážně z Polska, ale také z Rumunska, Maďarska, Slovenska a z okupovaných území SSSR. Asi 80 000 z nich se nedožilo konce války.
Na území tábora byly dvě místa, na nichž byli vězni popravováni (za tímto účelem sem byly přiváženy i osoby z jiných nacistických věznic v Malopolsku, zejména z věznice Montelupich v Krakově). Šlo o pozůstatky někdejšího rakousko-uherského opevnění:
- tzv. Lipowy Dołek (též C-Dołek) – místo, kde se dnes nachází památník zavražděným
- tzv. Chujowa Górka (též H-Górka) – popravení na tomto místě byli v roce 1944 exhumováni a spáleni.

Dalším místem, kde se nacházely masové hroby byl starý židovský hřbitov (zde byly pohřbeny těla zabitých lidí z krakovského ghetta).